# Monilearia montigena
Monilearia montigena is een slakkensoort uit de familie van de Cochlicellidae. De wetenschappelijke naam van de soort is voor het eerst geldig gepubliceerd in 2002 door Bank, Groh & Ripken.